# Kozmice (Moravia-Slesia)
Kozmice (in tedesco Kosmütz) è un comune della Repubblica Ceca facente parte del distretto di Opava, nella regione della Moravia-Slesia.